# Carlo Giuffré
Pour les articles homonymes, voir Giuffré.
Carlo Giuffré, né le 3 décembre 1928 à Naples et mort le 1er novembre 2018 dans la même ville, est un acteur italien.

## Biographie

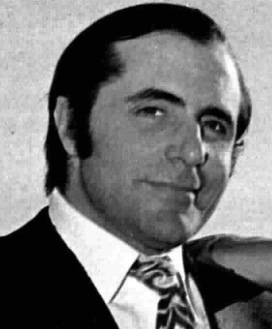
Carlo Giuffrè au festival de musique de San Remo en 1971.

Carlo Giuffré est le frère d'Aldo. Il obtient le diplôme de l'Académie nationale d'art dramatique et commence à travailler au théâtre avec son frère en 1947. Deux ans plus tard, le duo débute auprès d'Eduardo De Filippo et interprète la majeure partie de ses comédies napolitaines. Le jeune Carlo manifeste ses dons pour les rôles comiques et grotesques.
En 1963, il entre à la Compagnia dei Giovani, travaillant avec Giorgio De Lullo, Rossella Falk, Romolo Valli et Elsa Albani pendant huit saisons, interprétant entre autres Six personnages en quête d'auteur de Pirandello, Les Trois Sœurs de Tchekhov et Egmont de Goethe. Il aborde ensuite avec son frère la mise en scène du répertoire d'Eduardo De Filippo, parfois en tant que réalisateur, dans des comédies comme Le voci di dentro (it), Napoli milionaria!, Non ti pago (it) et Natale in casa Cupiello (it).
Il joue de nombreux rôles au cinéma et dans des séries télévisées. Parmi ces dernières on se souvient de Tom Jones (it) (1960) et Les Jacobins (1962).
Il est l'un des visages caractéristiques de la dernière phase de la comédie à l'italienne, dans par exemple
La Fille au pistolet (1968), Basta guardarla (1971), La signora è stata violentata! (it) (1973) ou La signora gioca bene a scopa? (1974).
Il anime le festival de Sanremo en 1971.
Dans les années 2000, il porte encore en scène d'autres pièces d'Eduardo de Filippo et d'Armando Curcio.

## Filmographie partielle
- 1950 : Naples millionnaire d'Eduardo De Filippo
- 1951 : Il padrone del vapore de Mario Mattoli
- 1952 : Amours interdites (Inganno) de Guido Brignone : Un corteggiatore di Giustina
- 1956 : Le Disque rouge (Il ferroviere) de Pietro Germi
- 1961 : Madame Sans-Gêne de Christian-Jaque
- 1961 : Don Camillo Monseigneur de Carmine Gallone
- 1961 : Les Guérilleros (I briganti italiani) de Mario Camerini
- 1962 : La Beauté d'Hippolyte (La bellezza di Ippolita) de Giancarlo Zagni
- 1962 : I Giacobini (mini-série) d'Edmo Fenoglio (it) : Charles Jean Marie Barbaroux
- 1966 : Piège nazi pour sept espions (Trappola per sette spie) de Mario Amendola
- 1968 : American Secret Service, film de montage d'Enzo Di Gianni
- 1968 : La Fille au pistolet (La ragazza con la pistola) de Mario Monicelli
- 1970 : Nini Tirebouchon (Ninì Tirabusciò, la donna che inventò la mossa) de Marcello Fondato
- 1970 : On ne greffe pas que les cœurs... (Il trapianto) de Steno
- 1971 : Les Obsessions sexuelles d'un veuf (Le inibizioni del dottor Gaudenzi, vedovo col complesso della buonanima) de Giovanni Grimaldi
- 1971 : Moi, la femme (Noi donne siamo fatte così) de Dino Risi
- 1971 : Comment entrer dans la mafia (Cose di Cosa Nostra) de Steno
- 1971 : L'Amour de gré ou de force (Per amore o per forza) de Massimo Franciosa
- 1972 : Trop jolies pour être honnêtes de Richard Balducci
- 1976 : Jeune fille au pair (La ragazza alla pari) de Mino Guerrini
- 1977 : La Classe (La signora ha fatto il pieno) de Juan Bosch Palau
- 1976 : La lycéenne se marie (Scandalo in famiglia) de Marcello Andrei
- 1978 : Chevauchées perverses (Voglia di donna) de Franco Bottari
- 1981 : La Peau (La pelle) de Liliana Cavani
- 1983 : Son contento de Maurizio Ponzi
- 1989 : La moglie ingenua e il marito malato de Mario Monicelli : le voleur
- 2002 : Pinocchio de Roberto Benigni

## Distinctions
- 1984 : David di Donatello du meilleur acteur dans un second rôle pour Son contento
- 2007 : Prix à la carrière du prix ETI Gli olimpici del teatro
- 2007 : Ordre du Mérite de la République italienne, grand officier